# Lemuel J. Bowden

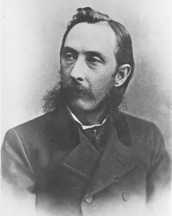
Lemuel J. Bowden.

Lemuel Jackson Bowden (* 16. Januar 1815 in Williamsburg, Virginia; † 2. Januar 1864 in Washington D.C.) war ein US-amerikanischer Politiker (Republikanische Partei), der den Bundesstaat Virginia im US-Senat vertrat.
Nach seinem Abschluss am William and Mary College in seiner Heimatstadt Williamsburg studierte Lemuel Bowden die Rechte, wurde 1838 in die Anwaltskammer aufgenommen und begann in der Folge als Jurist zu praktizieren.
Im Jahr 1841 betätigte er sich als Mitglied des Abgeordnetenhauses von Virginia erstmals politisch, wo er bis 1846 verblieb. 1849 und 1851 war er jeweils Delegierter zum Verfassungskonvent des Bundesstaates. Nach Beginn des Sezessionskrieges blieb Bowden loyal zur Union. Er zog am 4. März 1863 als Vertreter seines zur Konföderation übergetretenen Staates in den US-Senat ein. Am 2. Januar 1864 starb Lemuel Bowden jedoch in Washington, wo er auf dem Kongressfriedhof beigesetzt wurde.